# Linha de Vendas Novas
A Linha de Vendas Novas é um troço ferroviário que liga as estações de Setil (Linha do Norte) e Vendas Novas (Linha do Alentejo), em Portugal. Entrou ao serviço em 15 de Janeiro de 1904.

## Caracterização
Com uma extensão total de 69,6 km, a Linha encontra-se em funcionamento, contendo tráfego somente de mercadorias. Ao quilómetro 36,6, o Ramal da Quinta Grande dá acesso a uma unidade industrial da Sociedade de Desenvolvimento Agro-Industrial, S. A..

## História

### Antecedentes
O troço entre Virtudes e Santana - Cartaxo foi aberto à exploração em 28 de Abril de 1858, então como parte da Linha do Leste, enquanto que em 1 de Fevereiro de 1861 entrou ao serviço o lanço entre Barreiro e Vendas Novas. Desde 1864 que se iniciou o planeamento para a construção de um ramal que ligasse estas duas linhas, que também iria servir para reduzir o isolamento da região, que apresentava uma elevada importância devido à sua produção agrícola. No entanto, uma linha férrea naquela zona teria de atravessar um grande número de linhas de água, obrigando à instalação de muitos aterros e pontes, pelo que se previa que a sua construção fosse bastante difícil e dispendiosa. Entre 1883 e 1886, foram feitas várias petições, que sugeriam que a ligação entre as Linhas do Leste e Sul deveria ser feita por Estremoz, Sousel e Portalegre, ou por Vendas Novas, Coruche e Santarém. Uma experiência foi levada a cabo entre 1886 e 1887 neste último traçado, utilizando um leito de via próprio, mas sem resultados.

#### Ligação proposta à Chamusca
Entretanto, desde os finais do Século XIX que a Câmara Municipal da Chamusca tinha feito várias tentativas para a construção de um caminho de ferro que servisse a margem Sul do Tejo, passando por aquela localidade; em 1889, já tinha sido planeado um ramal a partir de Vendas Novas até à margem do rio, de modo a servir aquela vila e o concelho, tendo este projecto sido defendido por João Joaquim Isidro dos Reis, em representação da autarquia. Isidro dos Reis conseguiu que a câmara de deputados aceitasse que o ramal a partir de Vendas Novas circulasse pelo Concelho.
Após a queda da Monarquia, surgiu o rumor que o Ministro do Fomento estava a pensar em reorganizar os planos para as ligações ferroviárias, especialmente a Linha de Entroncamento a Gouveia, a comissão administrativa do Município da Golegã decidiu consultar as câmaras desta região; numa reunião no Entroncamento, foi elaborado um traçado, que fazia a linha sair de Muge, e passar por Benfica, Almeirim, Alpiarça, Vale de Cavalos, Ulme, Chamusca, Pinheiro Grande e Golegã.

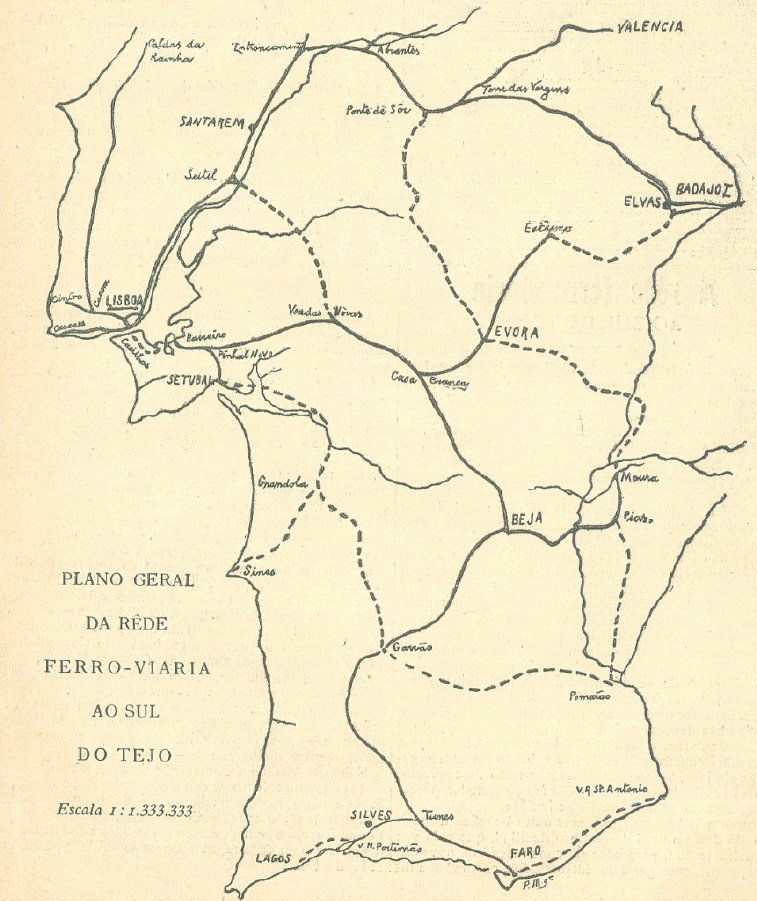
Plano da Rede ao Sul do Tejo, mostrando o projecto para a Linha de Vendas Novas

### Formação da Companhia dos Meridionais
A empreitada para a construção do caminho de ferro por Vendas Novas a Santarém foi atribuída por um alvará, publicado em 22 de Setembro de 1887, tendo o concessionário formado oficialmente a Companhia dos Caminhos de Ferro Meridionais num alvará de 13 de Dezembro de 1888; este documento incluía, no entanto, uma cláusula que previa a futura transição da linha para a gestão da Companhia Real dos Caminhos de Ferro Portugueses. O direito para a construção e exploração deste projecto foi passado para a Companhia, cujos estatutos foram aprovados no dia 30 de Novembro de 1894. Foram feitas várias tentativas para construir este caminho de ferro, aprovadas entre 1888 e 1890, utilizando, em certos troços, o método americano, ou seja, via férrea sobre estrada; no entanto, as experiências não deram resultado, pelo que, entre 1889 e 1892, a empresa tentou passar os direitos de construção e exploração deste projecto para a Companhia Real dos Caminhos de Ferro Portugueses. Em 1899, esta Linha foi inserida no Plano da Rede ao Sul do Tejo, e o trespasse foi aprovado pelo governo em 11 de Maio de 1900, tendo o contrato entre as duas entidades sido assinado no dia 3 de Maio de 1903.

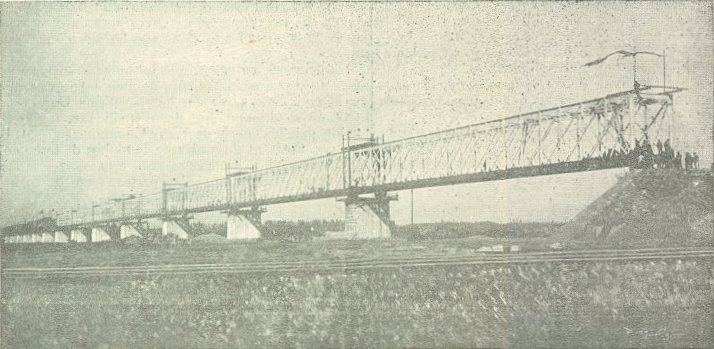
Lançamento da Ponte D. Amélia, no dia 10 de Novembro de 1903

### Construção
Em 1902, recomeçaram as obras de construção, tendo sido instalados novos sinais na Estação de Setil para servir a Linha, e iniciou-se a construção da Ponte de D. Amélia. Nesta altura, esperava-se que as obras estariam terminadas em meados de 1906, apesar da falta de material circulante disponível, o que atrasou o transporte de ferramentas e materiais.
Em Agosto de 1902, a construção da Linha decorria a bom ritmo, tendo já sido feitas as fundações da ponte sobre a Vala de Muge, instalado o cruzamento com o Caminho de Ferro do Leste no Setil com os correspondentes equipamentos e sinalização, e a via estava quase toda construída até Muge. Esperava-se que a construção entre esta estação e Vendas Novas fosse mais fácil, podendo-se aproveitar diversas secções de via e outros trabalhos abandonados na primeira tentativa. Ainda nesse mês, foi decretada a expropriação de dois terrenos, para a construção de uma variante nesta linha, e a Companhia Real reforçou o seu orçamento, para a compra de material circulante para as obras de construção nesta Linha. Nos inícios de Outubro, o encontro da ponte sobre o Rio Tejo encontrava-se quase concluído, e, no mês seguinte, a via para as composições de serviço já se encontrava assente entre o Setil e Porto de Muge, e entre a Fajarda e Montalvo.
Um projecto para a realização de obras de expansão na Estação de Vendas Novas, de forma a acomodar o tráfego acrescido, foi apresentado em 12 de Janeiro de 1903, tendo sido aprovado em 24 de Abril do mesmo ano. Em Julho, o conselho de administração da Companhia decidiu, devido ao facto do projecto da Linha de Vendas Novas estar adiantado ao relação ao previsto, que o material circulante a utilizar nesta Linha fosse comprado com antecipação; também se decidiu pedir ao governo autorização para construir uma só estação de grandes dimensões no Setil, ao contrário do procedimento habitual, que era construir duas estações, uma em cada variante de uma bifurcação. No mês seguinte, a via implantada já tinha chegado a Coruche e a Lavre, e encontravam-se em construção as estações de Muge, Setil, Marinhaes, Agullade, Coruche, Canha e Vidigal, prevendo-se que a Linha estaria concluída em Dezembro desse ano. Em Outubro, o telégrafo já se encontrava instalado em toda a Linha, e, em Novembro, a via já estava assente entre Vendas Novas e a Ponte D. Amélia, que estava quase concluída. No mês seguinte, já tinham sido inspeccionadas várias pontes, tendo sido declaradas aptas para a circulação, e ainda decorria a inspecção nas vias. Esperava-se que a inauguração oficial fosse feita no dia 30 desse mês, com a abertura à exploração marcada para 1 de Janeiro de 1904; no entanto, esta apenas se deu a 15 de Janeiro de 1904.
A construção das pontes na Linha de Vendas Novas foi em grande parte baseada no Regulamento Português para Projectos, Provas e Vigilância de Pontes Metálicas, publicado em 1 de Fevereiro de 1897.

### Transição para a Companhia Real
Após a inauguração, a Linha passou a ser explorada pela Companhia dos Caminhos de Ferro Meridionais; em 10 de Maio de 1928, foi aprovada a minuta do contrato para a transição da exploração para a Companhia Real dos Caminhos de Ferro Portugueses, como estava previsto no alvará de 13 de Dezembro de 1888. Em 21 de Junho de 1928, a Companhia Real foi autorizada a emitir várias obrigações, como tinha sido estipulado pelo contrato assinado nesse ano, e, em 27 de Junho, foi elaborada a escritura definitiva para o trespasse da concessão, que foi aprovada pelo governo no dia 30 de Junho. Naquela altura, existia um projecto para continuar a linha, até à localidade de Alcácer do Sal.

### Década de 1930
A partir de 1930, a Companhia dos Caminhos de Ferro Portugueses iniciou um programa de renovação das pontes metálicas, que abrangeu também a Linha de Vendas Novas.

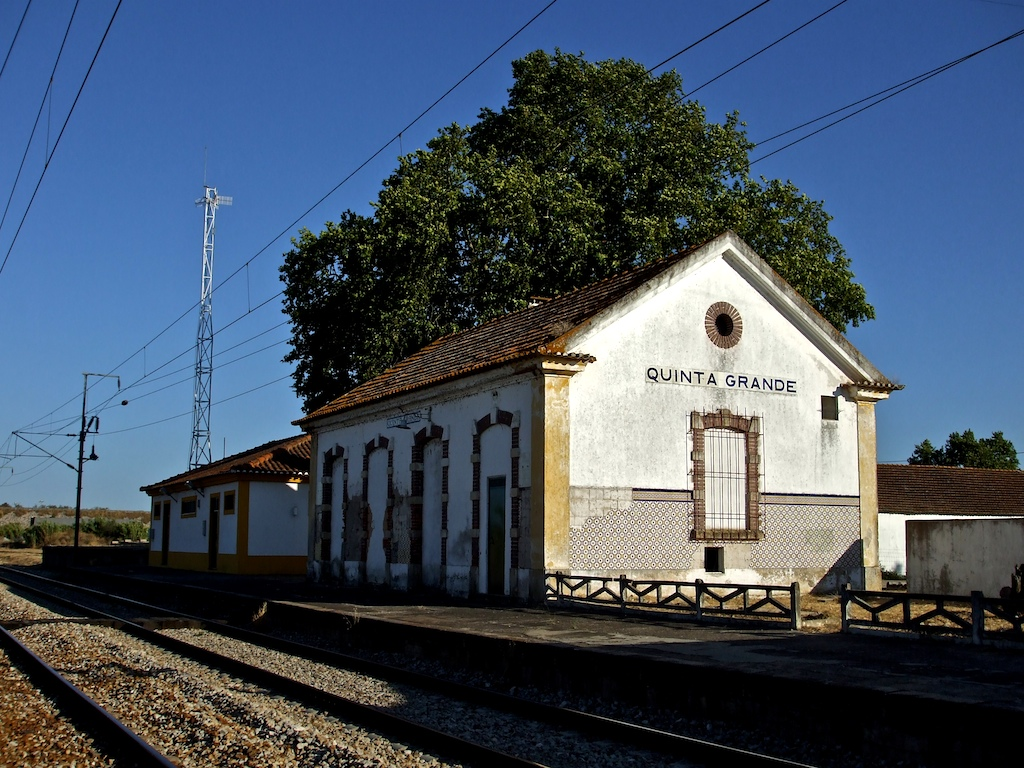
Estação de Quinta Grande, em 2008.

### Ligação projectada ao Ramal de Avis
Em 23 de Setembro de 1903, foi aberto o concurso para a Linha do Sorraia, que iria ligar Quinta Grande a Fronteira, no futuro Ramal de Portalegre.
No entanto, a concessão enfrentou vários problemas, tendo a construção desta linha sido cancelada. O projecto foi reanimado em 1930, de forma profundamente modificada, passando a ser em bitola larga, e a iniciar-se em Ponte de Sor e a terminar em Lisboa, passando Quinta Grande e Alcochete, com uma ligação ao Ramal do Montijo; este plano incluía uma ponte, de grandes dimensões, sobre o Rio Tejo.

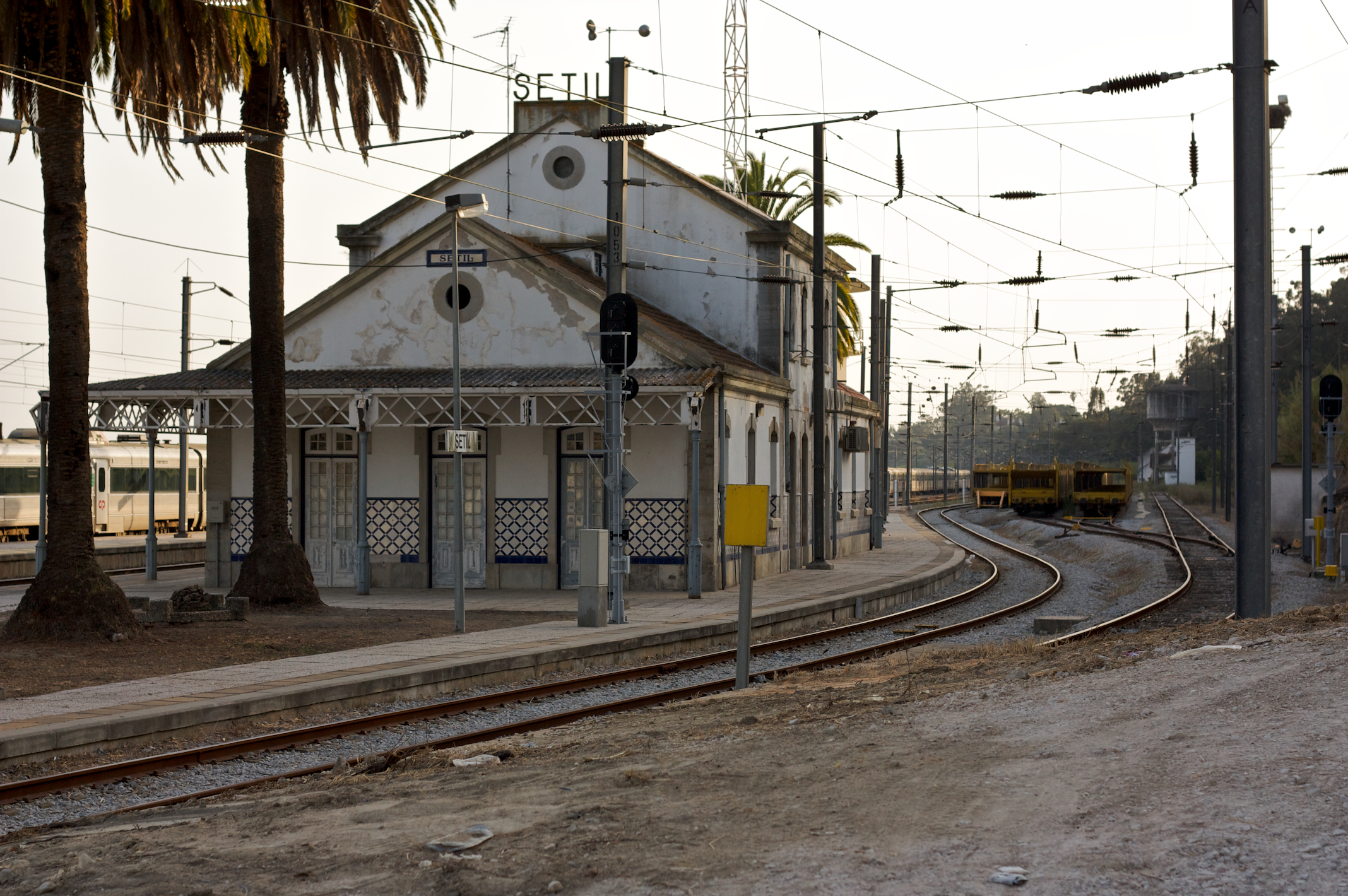
Estação do Setil, em 2009

### Décadas de 1950 e 1960
Em 25 de Julho de 1959, foi assinado um contrato entre a Companhia dos Caminhos de Ferro Portugueses e a empresa Ericsson, para o fornecimento e a instalação de um sistema de sinalização e comando centralizado na Linha de Vendas Novas. Todas as estações foram equipadas com postos de sinalização com encravamentos a relés e agulhas manuais, enquanto que na plena via foi instalado um sistema de blocos interpostos. No Setil, foi instalado um posto central de telecomando, que controlava todo o conjunto das instalações.
Durante a Década de 1960, a Linha de Vendas Novas foi um dos principais caminhos de ferro em Portugal que tinha problemas com as suas pontes, que não tinham capacidade para aguentar o peso das novas locomotivas.

### Décadas de 1980 e 1990
Em 1988, iniciou-se o Plano de Modernização e Reconversão dos Caminhos de Ferro, que tinha como um dos objectivos melhorar os níveis de qualidade e segurança do transporte ferroviário de passageiros e mercadorias, de forma a aproximá-los dos padrões da União Europeia. No caso do transporte de carga, um dos principais corredores que foram contemplados por este plano foi o chamado Itinerário do Carvão, que correspondia ao percurso dos comboios de carvão entre o Porto de Sines e a Central Termoeléctrica do Pego, incluindo a Linha de Vendas Novas. No caso desta linha, deu-se particular atenção à adaptação das infraestruturas, de forma a melhorar as condições de cruzamento em algumas estações.
Assim, em 1990, a Companhia dos Caminhos de Ferro portugueses abriu o concurso para o projecto SISSUL (Sistemas Integrados de Sinalização do Sul), que previa a instalação de novos equipamentos de sinalização em todas as estações e na plena via, incluindo em passagens de nível, nos lanços que faziam parte do Itinerário do Carvão, incluindo a totalidade da Linha de Vendas Novas. O concurso também previu a instalação de dois centros de telecomando no sistema CTC, sendo o do Entroncamento responsável pela zona a Norte da Estação de Bombel. Para a gestão do tráfego, foi escolhido o sistema electrónico Solid State Interlocking.
No Verão de 1997, a divisão de mercadorias da operadora Red Nacional de Ferrocarriles Españoles organizou um conjunto de comboios de mercadorias entre o importante centro agrícola de Lebrija, em Sevilha, e a fábrica da DAI, em Coruche, para escoar a produção de beterraba açucareira. Os comboios atravessaram a fronteira em Badajoz, e seguiam pelas linhas do Leste, Beira Baixa, Norte e de Vendas Novas, utilizando locomotivas da Série 1550 no percurso em Portugal.

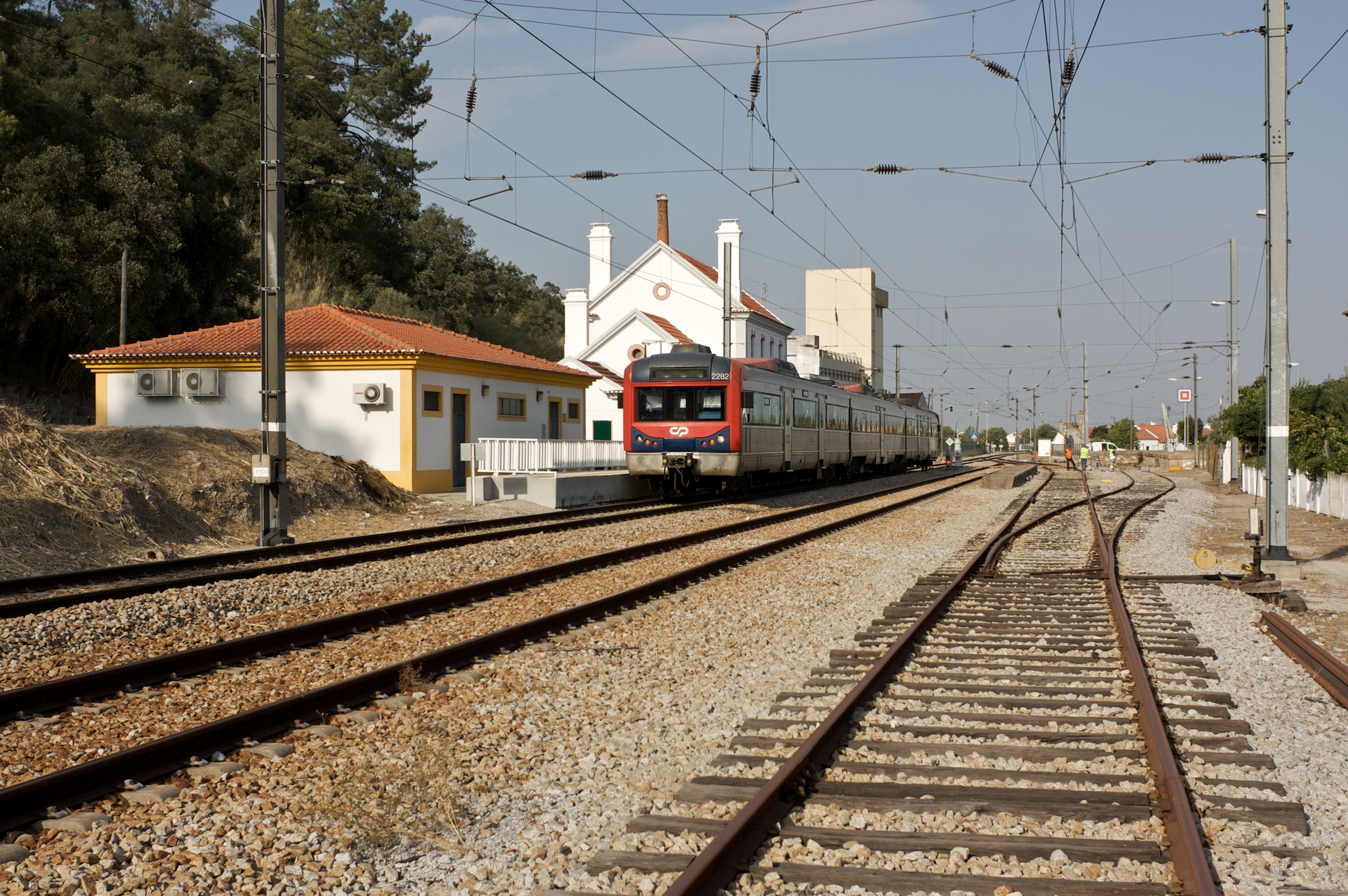
Comboio Regional na Estação de Coruche, em 2009

### Décadas de 2000 e 2010
Em 2002, os comboios Regionais na Linha de Vendas Novas passaram a ser de classe única.
Em julho de 2004, a CP anunciou que ia suspender os serviços ferroviários de passageiros na Linha de Vendas Novas e no Ramal de Cáceres, alegando baixa procura. Na altura, na Linha de Vendas Novas existiam entre 1 a 2 comboios Regionais em cada sentido, entre Setil e Vendas Novas. Em Setil havia ligação com os regionais para Lisboa. A CP anunciou que os serviços Regionais seriam substituídos por autocarros e iniciou o concurso para escolher o concessionário do serviço de autocarros. A empresa Rodoviária do Alentejo acabou por ser escolhida para assegurar os serviços rodoviários de substituição na Linha de Vendas Novas. O serviço de passageiros foi encerrado em 2 de janeiro de 2005. (No caso do Ramal de Cáceres, os serviços de passageiros não foram encerrados nesta altura, mas acabaram por o ser em 2011.)
Após o encerramento dos serviços de passageiros na Linha de Vendas Novas, as Câmaras Municipais de Coruche, Salvaterra de Magos e Cartaxo propuseram à CP a criação de um serviço de passageiros sem transbordo entre Coruche e Lisboa (via Setil). As Câmaras mostraram-se dispostas para financiar parte deste serviço, mas inicialmente a CP não respondeu às pretensões. Depois de anos de negociação, em julho de 2009 foi alcançado um acordo entre a CP, a REFER e as Câmaras Municipais daqueles três municípios para a criação de um serviço Regional de passageiros entre Setil e Coruche. Ficou acordado que a CP pagaria metade dos custos de exploração e as 3 câmaras pagariam a outra metade (em partes iguais), o mesmo sucedendo com a distribuição das receitas. Para reativar os serviços de passageiros, a REFER fez ligeiras obras nas estações: aumentou a altura das plataformas das estações de Coruche, Marinhais e Muge e requalificou os espaços envolventes, adaptando-os ao estacionamento e melhorando a iluminação. Os serviços de passageiros entre Setil e Coruche foram restaurados em 7 de Setembro de 2009, numa cerimónia que contou com a presença da Secretária de Estado dos Transportes Ana Paula Vitorino. Foram criadas 5 circulações por sentido, que no Setil tinham transbordo com os comboios para Lisboa. Portanto, como referido, os Regionais não eram diretos, e uma viagem entre Coruche e Lisboa continuava a a obrigar a transbordo no Setil. Uma viagem entre Coruche e Lisboa demorava 1:30h, com tempos de espera no Setil entre 5 e 10 minutos. Os tempos de espera eram maiores para quem no Setil pretendesse seguir na direção contrária, em direção a Santarém, Entroncamento e regiões a norte.
Entre setembro de 2009 e junho de 2010 as receitas dos serviços Regionais Setil–Coruche cobriram apenas 9% das despesas. Durante esse período, os custos de operação do serviço foram de 326 mil euros, tendo havido receitas de 30 mil euros (taxa de cobertura de 9%). Entre setembro de 2009 e junho de 2010, foram transportados 34 419 passageiros, com uma média de 20 passageiros por comboio. Com efeito, durante esse período, o serviço teve 296 mil euros de prejuízo, prejuízo que segundo o protocolo de 2009 deveria ser suportado em partes iguais pela CP e pelas Câmaras Municipais. No entanto, as Câmaras Municipais atrasaram-se no pagamento a sua parte do prejuízo. Em dezembro de 2010, a Câmara Municipal de Coruche referiu que já tinham pago uma parte, mas que a CP e a REFER também não estavam cumprir parte do protocolo de 2009, tais como horários mais adequados às necessidades das populações, obras nas estações e promoção das potencialidades turísticas. Em dezembro de 2010 surgiram notícias de que a CP ia terminar com os serviços Regionais em 450 km de linhas, entre as quais na linha entre Setil e Coruche. Estas medidas inseriam-se no contexto mais vasto das políticas de austeridade que o governo estava a implementar face à crise que o país estava a atravessar. Em finais desse mês, a CP ameaçou encerrar o serviço de passageiros na Linha de Vendas Novas a partir de 1 de fevereiro de 2011, não só devido à baixa procura, como também devido ao facto de as Câmaras Municipais estarem atrasadas nos pagamentos previstos no protocolo de 2009. As Câmaras Municipais disseram que estavam dispostas a fazer os pagamentos, mas requereram uma reunião com a Secretaria de Estado dos Transportes, acusando a CP e a REFER de também não estarem a cumprir a sua parte do protocolo. Em finais de janeiro de 2011 as Câmaras Municipais e a CP chegaram a acordo para a manutenção do serviço Regional entre Setil e Coruche, pelo menos até setembro desse ano. As três Câmaras Municipais apresentaram um plano de pagamentos da dívida (que ascendia a 280 mil euros) e foram acordadas mudanças de horários que permitissem a eliminação os comboios com menor procura e a eliminação de necessidade de o maquinista e o revisor pernoitarem em Coruche. Estimava-se que estas medidas permitiriam reduzir em 20% a 30% os custos com o serviço Regional. O acordo também defendia que se realizassem estudos para aumentar a procura, tais a utilização de um único passe, o aumento do número de paragens dos comboios Interregionais no Setil e até mesmo o prolongamento dos suburbanos Lisboa–Azambuja até ao Setil. Na altura em foi alcançado o acordo, os Presidentes das Câmaras do Cartaxo e de Coruche acreditavam que havia condições para que o serviço Regional fosse mantido depois de setembro, no entanto, um administrador da CP disse que a ligação entre Setil e Coruche não tinha procura que justificasse a continuidade do serviço, embora a CP não se opusesse à manutenção do serviço caso tivesse "luz verde" do governo para continuar com essa despesa. Na sequência do acordo, a CP introduziu em 1 de abril de 2011 novos horários para os Regionais Setil–Coruche, tendo reduzido de 10 para 8 o número de comboios diários.
Em inícios de setembro de 2011, a CP anunciou que ia encerrar o serviço de passageiros entre Setil e Vendas Novas a partir de 1 de outubro, devido à reduzida procura. A CP argumentou que o serviço de passageiros tinha apenas um tráfego médio de 12 passageiros por comboio e que o custo unitário por passageiro no Regional Setil–Vendas Novas era de 16 euros, para uma receita de apenas 1,5 euros. O Presidente da Câmara Municipal do Cartaxo disse que não estava disponível para contribuir mais para os prejuízos do serviço, alegando que só 9 habitantes do seu município usavam regularmente o Regional da Linha de Vendas Novas. Por outro lado, a Câmara Municipal de Coruche criticou a decisão da CP, considerando "profundamente lamentável esta decisão unilateral da CP, sem qualquer negociação com as autarquias". Dionísio Mendes, o Presidente da Câmara, disse que "para a câmara este foi um investimento, não uma despesa, em transporte alternativo e uma aposta na área social", e considerou "precoce" o encerramento do serviço Regional visto que os novos horários estavam em vigor há apenas quatro meses. Cristina Ribeira, Presidente da Câmara Municipal de Salvaterra de Magos criticou a decisão da CP, até porque a empresa mantinha em funcionamento várias outras linhas deficitárias. Os serviços Regionais entre Setil e Coruche foram assim encerrados em 1 de Outubro de 2011, voltando a Linha de Vendas Novas a ser apenas uma linha de tráfego de mercadorias.

## Leitura recomendada
- ANTUNES, J. A. Aranha;  et al. (2010). 1910-2010: o caminho de ferro em Portugal. Lisboa: CP-Comboios de Portugal e REFER - Rede Ferroviária Nacional. 233 páginas. ISBN 978-989-97035-0-6
- CERVEIRA, Augusto; CASTRO, Francisco Almeida e (2006). Material e tracção: os caminhos de ferro portugueses nos anos 1940-70. Col: Para a História do Caminho de Ferro em Portugal. 5. Lisboa: CP-Comboios de Portugal. 270 páginas. ISBN 989-95182-0-4
- FRANCISCO, Domingos; PAIVA, Ana (2004). O caminho de ferro em Coruche: exposição comemorativa do centenário da linha Setil-Vendas Novas, 1904-2004. Coruche: Câmara Municipal de Coruche. 99 páginas. ISBN 972-98829-5-9
- VILLAS-BOAS, Alfredo Vieira Peixoto de (2010) [1905]. Caminhos de Ferro Portuguezes. Lisboa e Valladollid: Livraria Clássica Editora e Editorial Maxtor. 583 páginas. ISBN 8497618556
- SALGUEIRO, Ângela (2008). A Companhia Real dos Caminhos de Ferro Portugueses: 1859-1891. Lisboa: Univ. Nova de Lisboa. 145 páginas
- VASCONCELOS, António; SANTO, Jorge Zúniga;  et al. (2008). Pontes dos Rios Douro e Tejo. Lisboa: Ingenium. 129 páginas. ISBN 978-989-8149-02-2